# Toy Story 2 : Buzz l'Éclair à la rescousse !
 (décembre 2018).
Si vous disposez d'ouvrages ou d'articles de référence ou si vous connaissez des sites web de qualité traitant du thème abordé ici, merci de compléter l'article en donnant les références utiles à sa vérifiabilité et en les liant à la section « Notes et références ».
Pour les articles homonymes, voir Toy Story (homonymie).
Toy Story 2 : Buzz l'Éclair à la rescousse ! (Toy Story 2: Buzz Lightyear to the Rescue !) est un jeu vidéo de plates-formes sorti en 1999 sur Windows, Nintendo 64, PlayStation et Dreamcast. Le jeu a été développé par Traveller's Tales et édité par Activision et Disney Interactive. Une version Game Boy Color est sortie sous le nom Toy Story 2 et a été développée par Tiertex Design Studios. 
Le jeu est basé sur le film d'animation Toy Story 2 de Pixar. Les voix des personnages sont les mêmes que dans le film.

## Histoire
Comme dans le film d'animation, Woody le cow-boy est enlevé par un collectionneur de jouets. Dans ce jeu, le joueur incarne son meilleur ami Buzz l'Éclair, chargé de le sauver.

## Système de jeu
Le jeu est divisé en quinze niveaux qui suivent l'ordre chronologique du film d'animation (un extrait du film est associé à chaque niveau et est diffusé avant le début du niveau pour les versions PC, PS1 et Dreamcast). 
Les niveaux sont regroupés en cinq zones (trois niveaux par zone). Le dernier niveau de chaque zone est un combat contre un boss qui permet ensuite l'accès à la zone suivante. 
Dans les deux autres niveaux de chaque zone, le but est de récupérer des « jetons Pizza Planet » qui sont au nombre de cinq par niveau. Un seul jeton est nécessaire pour accéder au niveau suivant, sauf pour les niveaux « boss » qui nécessitent un nombre total de jetons défini (il faut notamment posséder tous les jetons du jeu pour combattre le boss final). Il ne s'agit donc pas de niveaux avec une arrivée à atteindre ou un objectif bien défini, mais avec une série d'objectifs que le joueur peut faire dans l'ordre qu'il le souhaite et revenir n'importe quand sur les niveaux précédents pour récupérer les jetons manquants.
Les cinq jetons s'obtiennent globalement toujours de la même façon : rapporter cinquante pièces d'or à Bayonne le cochon, réussir une course (contre la montre ou contre un adversaire), trouver cinq objets perdus et les ramener à leur propriétaire, battre un mini-boss. Seul le dernier s'obtient d'une façon différente à chaque niveau.
Dans certains niveaux, M. Patate a perdu une partie de son corps dans le niveau. La retrouver et lui rapporter permet de débloquer un nouveau gadget qui peut être alors utilisé dans tous les niveaux et qui est indispensable pour obtenir certains jetons. Il est donc parfois nécessaire de retourner dans les niveaux précédents pour obtenir des jetons auparavant impossibles à récupérer.

## Accueil
Le jeu a globalement reçu de bonnes critiques. Metacritic, qui regroupe les notes de tous les sites et magazines spécialisés, indique un moyenne de 75 % pour la version PlayStation, de 57 % pour la version Dreamcast et de 58 % pour la version Nintendo 64. Les points en plus pour la version PlayStation s'explique par le fait que le jeu contient des séquences du film.
Le site francophone Jeuxvideo.com attribue quant à lui une note de 16/20 à la version PlayStation, de 12/20 pour la version Dreamcast et de 13/20 pour la version Nintendo 64. Au 30 avril 2020, les joueurs de ce site ont attribué une note moyenne de 17,3/20 à la version PC (25 votes) et 16,9/20 à la version PlayStation (76 votes).
Rotten Tomatoes note la version Nintendo 64 avec un 78 % alors que la version PlayStation a reçu un 83 %.[réf. souhaitée]